# USS Bonhomme Richard (LHD-6)
O USS Bonhomme Richard (LHD), é um navio de assalto anfíbio da marinha dos Estados Unidos da classe Wasp. É o terceiro navio da marinha estadunidense com o nome Bonhomme Richard. Em 12 de julho de 2020 sofreu uma explosão seguida de incêndio abordo durante manutenção no Porto de San Diego na Califórnia. Cerca de 18 marinheiros ficaram feridos.

## Missões
- Operação Southern Watch
- Operação Liberdade Duradoura
- Invasão do Iraque em 2003
- Operação assistência unificada - en:Operation Unified Assistance
- Exercícios RIMPAC - en:Exercise RIMPAC
- Exercícios WESTPAC
- Ida para o porto de destino de Sasebo, no Japão.
- Exercícios Talisman Saber - en:Exercise Talisman Saber
- Assistência ao regate das vítimas do Balsa Sewol na Coreia do Sul, naufragada em 16 de abril de 2014